# Кирсанов, Анатолий Иванович
Анатолий Иванович Кирсанов (род. 1935) — советский хозяйственный, государственный и политический деятель.

## Биография
Родился в 1935 году в Краснодарском крае. Член КПСС.
Окончил Ленинградский кораблестроительный институт.
В 1959—1964 — инженер-конструктор ЦКБ «Малахит».
В 1964—1977 — инженер-конструктор, ведущий конструктор, заместитель секретаря парткома, секретарь парткома ЛОМО.
В 1977—1984 — второй секретарь, первый секретарь Калининского райкома КПСС города Ленинграда.
В 1984—1987 — заведующий организационно-партийным отделом Ленинградского горкома КПСС.
Делегат XXVI съезда КПСС.
Живёт в Санкт-Петербурге.

## Награды
- Орден Трудового Красного Знамени (22.05.1981)
- Орден Дружбы народов (17.07.1986)